# Marie-Anne Collot
Marie-Anne Collot, född 1748, död 1821, var en fransk skulptör. 
Hon är känd för sina porträttbyster, och hade en internationell karriär som avbildade ett flertal av tidens berömda personer. 